# Tibor Kövès
Tibor Kövès, auch Koeves (* 1903; † nach 1953) war ein jüdisch-ungarischer Journalist und Autor.
Kövès, der seit 1924 ausgedehnten Reisen unternommen hatte, veröffentlichte 1939 englischsprachige Essays über Kunst und Religion in New York City, Marseille, London und Paris. Weitere Bücher erschienen in Ungarn und Frankreich. Im Zuge der Auseinandersetzung um den Beitritt der USA zum Zweiten Weltkrieg wurde von ihm 1941 eine propagandistische Franz-von-Papen-Biografie publiziert. Neben einer Bewertung des Reichskonkordats sind darin angebliche Dialoge zwischen Kurt Schuschnigg und Adolf Hitler wiedergegeben.
Eventuell arbeitete Kövès nach dem Krieg bis 1960 als Vizepräsident und Partner des New Yorker Institute for Motivational Research von Ernest Dichter. Das Institut befasste sich mit Motivationsbeeinflussung von Käufern. Die Tibor Koeves Associates untersuchten 1968 die Kaufpräferenz von Schwarzafrikanern für Mentholzigaretten im Auftrag von Philip Morris.

## Werke
- La Formation de L'Ancien Art Chretien. Paris 1927.
- Faragott Képek. 1933.
- A barbár. 1935.
- Timetable for Tramps. A European Testament. Houghfon Mifflin 1939.
- Satan in Top Hat - The Biography of Franz von Papen. New York 1941.
- The Death of Romantic Love. In: The United Nations World. Band IV, vom 7. Juli 1950.

## Verweise
1. ↑  The Public Opinion Quarterly. Band 24, Nr. 3 (Autumn, 1960), S. 543–544. Oxford University Press on behalf of the American Association for Public Opinion Research.
2. ↑  A pilot look at the attitudes of Negro smokers toward menthol cigarettes. Tibor Koeves Associates. (1968). Philip Morris. Bates No. 1002483819–3830

| Personendaten    | Personendaten     |
| ---------------- | ----------------- |
| NAME             | Kövès, Tibor      |
| ALTERNATIVNAMEN  | Koeves, Tibor     |
| KURZBESCHREIBUNG | ungarischer Autor |
| GEBURTSDATUM     | 1903              |
| STERBEDATUM      | nach 1953         |